# Bass sund
Bass sund (uttal: [bæs]…; engelska: Bass Strait) är ett som minst 240 kilometer brett sund mellan den australiska landmassan och Tasmanien. Den europeiska upptäckten gjordes av Matthew Flinders år 1798. Han uppkallade sundet efter sin skeppsläkare George Bass.

## Beskrivning
Bass sund förbinder Tasmanhavet i Stilla havet med Stora Australbukten i Indiska oceanen. Sundet är 200–350 km brett och i snitt 50–75 meter djupt (som mest 155 meter djupt).
De största öarna i sundet är Flindersön, i Furneaux Group, i den östra delen, samt King Island och Hunter Island i den västra delen.

### Historiska faser

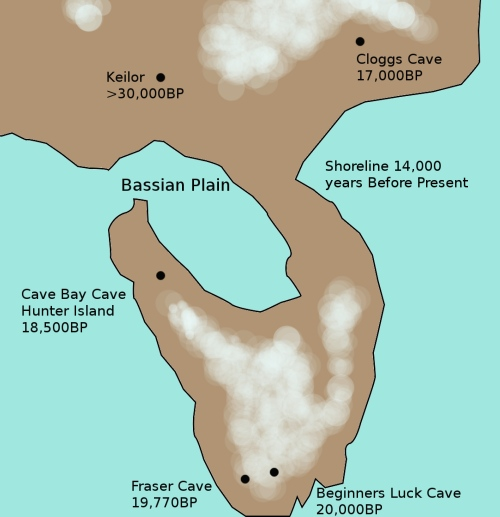
Kustlinjen till för cirka 14 000 år sedan, då Bass sund till stora delar var torrlagt.

Genom sundets begränsade djup är det del av den australiska kontinentens kontinentalsockel. För 30 000 år sedan sjönk temperaturen, vilket medförde en sänkning av havsytans nivå med 120 meter jämfört med dagens nivå; detta torrlade sunden som istället omvandlades till ett stort slättområde. Tasmanien befolkades av de första tasmanierna redan för 35 000–40 000 år sedan – innan vattnet hunnit dra sig tillbaka – men nivåförändringen innebar att vandringar underlättades mellan Tasmanien, kontinenten och Nya Guinea (numera avskilt via det ännu grundare Torres sund).
I samband med den senaste istidens slut steg havsytan ånyo (en 6 000 år lång process). För cirka 12 000 år sedan bildades Bass sund (åter).